# 翻供
，是一部2020年上映的韓國剧情片，由《死生決斷》、《我人生中最精彩的瞬間》的導演朴相鉉執導，申惠善、裴宗玉、許峻豪主演。影片講述母親（裴宗玉 飾）被懷疑在葬禮上的米酒裡加入農藥，導致多人死亡，而身為律師的女兒（申惠善 飾）要為自己的母親翻供。

## 演員陣容

### 主要人物
- 申惠善 飾演 安貞仁
- 裴宗玉 飾演 蔡花子
- 許峻豪 飾演 秋仁會

### 其他人物
- 洪慶 飾演 安宗秀
- 太恆浩 飾演 楊巡警
- 崔洪日（朝鲜语：최홍일） 飾演 安太收
- 高昌錫 飾演 貞仁的姑丈
- 朴哲民 飾演 黃邦永
- 金秀炫（朝鲜语：김수현 (1970년)） 飾演 律師事務所副代表
- 車順裴 飾演 羅日政
- 鄭仁謙（朝鲜语：정인겸） 飾演 申檢察官
- 韓利進（朝鲜语：한이진） 飾演 崔警長
- 金重熙 飾演 方政煥
- 申哲振（朝鲜语：신철진） 飾演 池永德
- 金正八（朝鲜语：김정팔） 飾演 方勝赫
- 河成光（朝鲜语：하성광） 飾演 崔奉秀
- 韓哲宇（朝鲜语：한철우） 飾演 金班長
- 申文成（朝鲜语：신문성） 飾演 大方施工職員

### 友情出演
- 金榮在 飾演 朴院長

### 特別出演
- 金錫勳 飾演 林春佑
- 朴成根（朝鲜语：박성근 (배우)） 飾演 律師事務所代表
- 裴海善 飾演 秋仁會的妻子
- 朴振英（朝鲜语：박진영 (배우)） 飾演 高等法院法官

## 獎項榮譽
| 年份   | 頒獎禮               | 獎項                    | 入圍者 | 結果 | 備註  |
| ------ | -------------------- | ----------------------- | ------ | ---- | ----- |
| 2020年 | 第29屆釜日電影獎     | 最佳新人男演員          | 洪慶   | 提名 | [ 3 ] |
| 2021年 | 第41屆青龍電影獎     | 最佳女配角              | 裴宗玉 | 提名 | [ 4 ] |
| 2021年 | 第41屆青龍電影獎     | 最佳新人男演員          | 洪慶   | 提名 | [ 4 ] |
| 2021年 | 第41屆青龍電影獎     | 最佳新人女演員          | 申惠善 | 提名 | [ 4 ] |
| 2021年 | 第57屆百想藝術大獎   | 電影部門 最佳男配角     | 許峻豪 | 提名 | [ 5 ] |
| 2021年 | 第57屆百想藝術大獎   | 電影部門 最佳女配角     | 裴宗玉 | 提名 | [ 5 ] |
| 2021年 | 第57屆百想藝術大獎   | 電影部門 最佳新人男演員 | 洪慶   | 獲獎 | [ 5 ] |
| 2021年 | 第57屆百想藝術大獎   | 電影部門 最佳新人女演員 | 申惠善 | 提名 | [ 5 ] |
| 2021年 | 第26屆春史國際電影節 | 最佳女配角              | 裴宗玉 | 獲獎 | [ 6 ] |
| 2021年 | 第26屆春史國際電影節 | 最佳新人男演員          | 洪慶   | 提名 | [ 6 ] |

## 外部連結
- Daum上《翻供》的資料

- 韩国电影数据库（KMDb）上《翻供》的資料
- 互联网电影数据库（IMDb）上《翻供》的资料（英文）
- 豆瓣电影上《翻供》的資料 （简体中文）